# Bajmaky
Bajmaky (ukr. Баймаки́, pol. hist. Bajmaki) – wieś na Ukrainie, w obwodzie chmielnickim, w rejonie biłohirskim.